# Le pigeon aux petits pois
Le pigeon aux petit pois (Português: Pombo com ervilhas), é uma pintura a óleo pintada em 1911, por Pablo Picasso. É um exemplo das obras cubistas de Picasso e está estimada em 23 milhões de euros. Esta foi uma das 5 pinturas roubadas do Museu de Arte Moderna da Cidade de Paris a 20 de maio de 2010, que juntas estão avaliadas em 100 milhões de euros. A pintura nunca mais foi recuperada e a sua localização permanece desconhecida.

## História
Esta pintura foi criada durante o primeiro período do Cubismo, conhecido como o Cubismo Analítico. Este estilo começou em 1907, quando Picasso mostrou a sua primeira pintura cubista, Les Demoiselles d'Avignon, a Georges Braque. A pintura foi influenciada pela arte tribal africana e quebrou as regras tradicionais da pintura ocidental. Picasso e Braque passaram dois anos a trabalhar no novo estilo cubista. Em 1908, Braque criou a sua própria pintura cubista, Large Nude. Um ano depois, em 1909, Picasso e Braque mudaram o seu foco de retratar pessoas para naturezas-mortas. Em 1912, Picasso e Braque já tinham introduzido palavras nas suas pinturas.
O Cubismo analítico usava formas geométricas para aludir às formas de pessoas e de objetos. Com o passar do tempo, estas formas geométricas tornaram-se mais proeminentes, criando uma imagem mais abstrata. O objeto era pintado de forma mais fraturada e era apresentado numa perspetiva multidimensional. A palete de cores era intencionalmente limitada para expressar este efeito. O Cubismo oferecia ao espectador uma perspetiva de movimento, como se ele visse o objeto a partir de múltiplos ângulos ao mesmo tempo.

## Descrição
Le pigeon aux petit pois é uma pintura a óleo pintada por Pablo Picasso em 1911. Está pintada no estilo cubista, refletindo tons de ocre e castanho. Esta pintura está avaliada em 23 milhões de euros.

## Roubo
Às 3 horas da manhã do dia 20 de maio de 2010, um ladrão mascarado entrou no Museu de Arte Moderna de Paris após remover o vidro de uma janela. Tanto o sensor de movimento e o alarme que devia ter sido ativado à entrada não estavam a funcionar. O roubo não foi descoberto até à próxima manhã. A polícia chegou ao autor do roubo através de uma dica e o ladrão foi identificado como sendo um homem de 49 anos chamado Vjéran Tomic, que já tinha registo criminal. Ele foi sentenciado a 8 anos de cadeia e os seus dois cúmplices foram forçados a pagar uma multa de 104 milhões de euros.
Um dos cúmplices de Tomic, Yonathan Birn, que confessou receber as pinturas roubadas, disse que ele tinha deitado as obras roubadas no lixo. No entanto, a polícia duvidou deste testemunho. No total, 5 obras de arte foram roubadas, incluindo Le pigeon aux petit pois e obras de Henri Matisse, Georges Braque, Fernand Léger e Amedeo Modigliani. As pinturas roubadas nunca foram achadas e juntas estão avaliadas em 100 milhões de euros.